# Ґіон

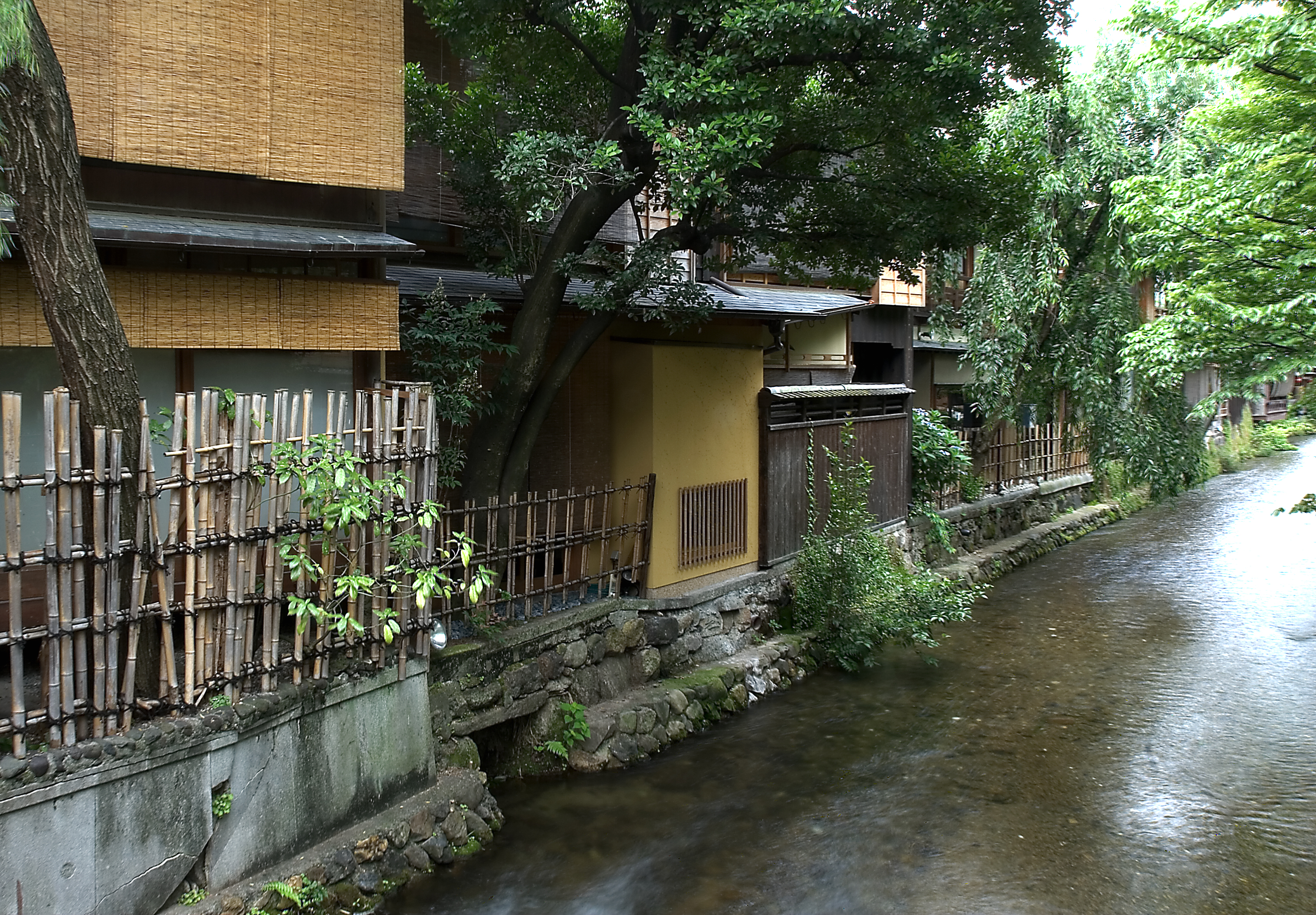
Канал Сіракара. На протилежній стороні розташований о-тяя

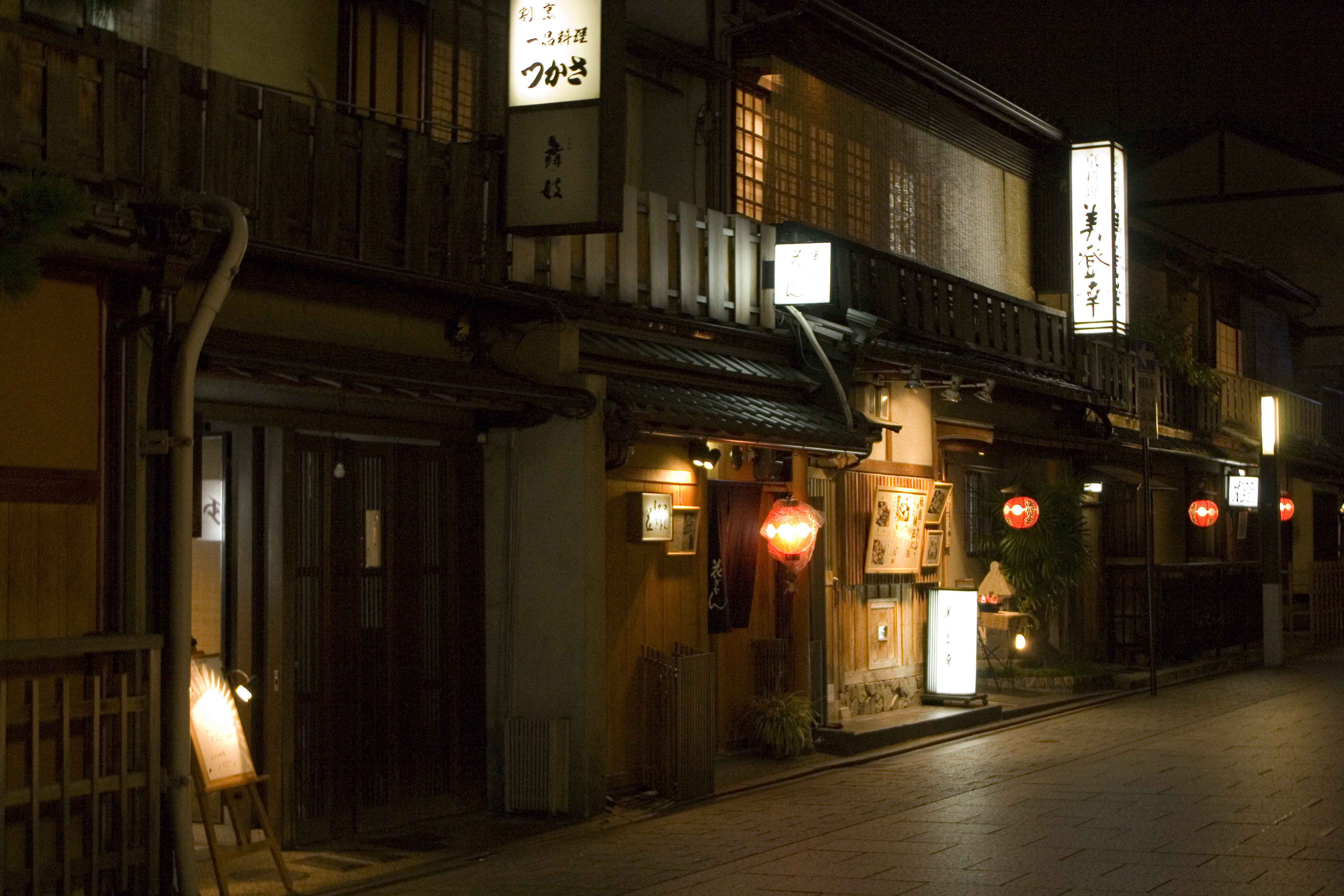
Традиційні рестopани Ґіонe, освітлені ліхтариками

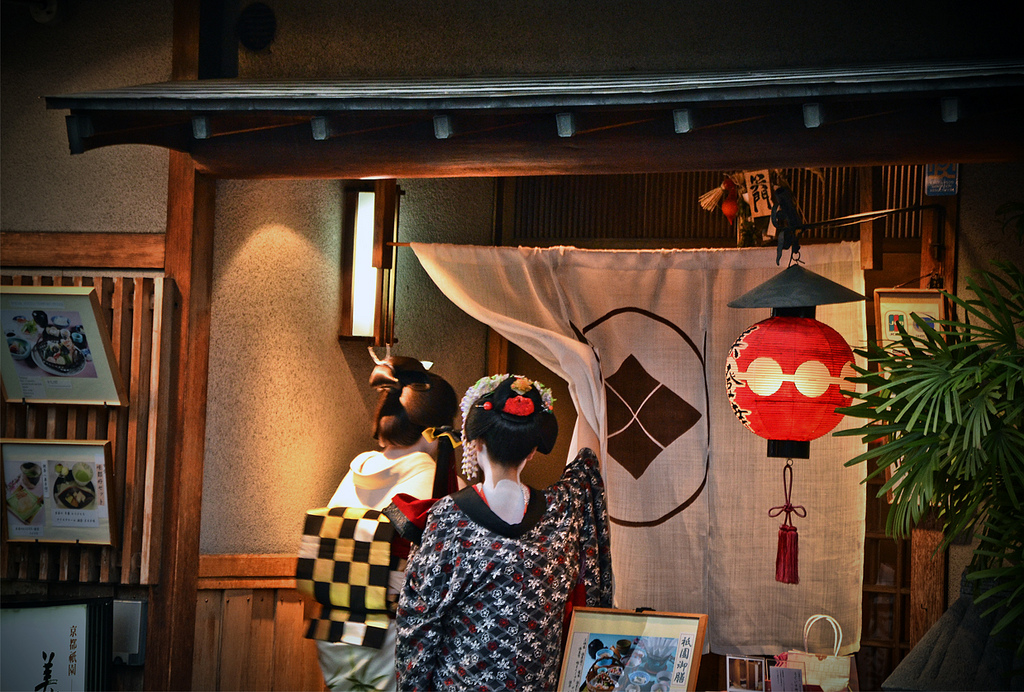
Майко відсмикує завісу біля входу в Ґіонський о-тяя

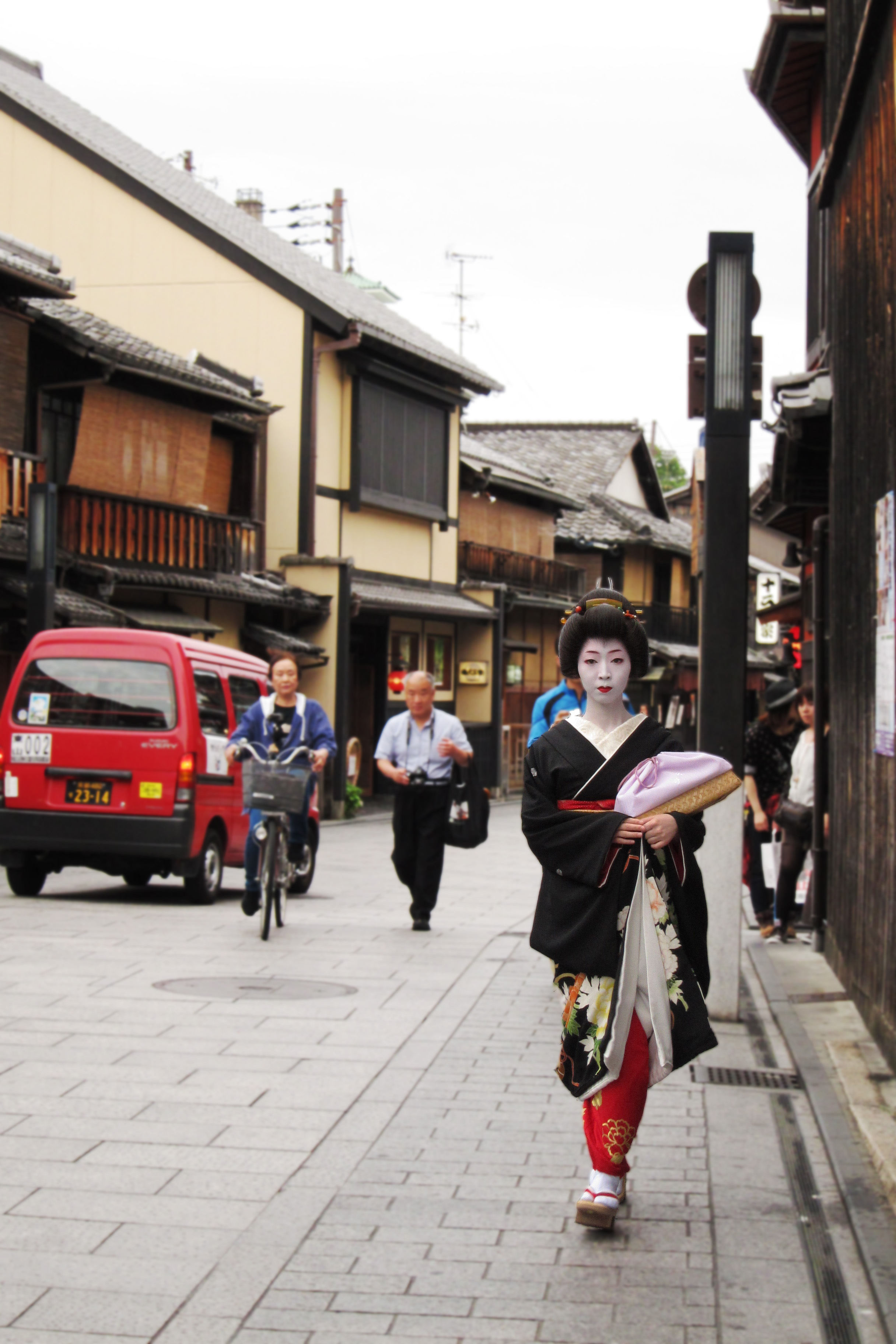
Гейша Косен йде по Ґіон-кобу

35°00′11″ пн. ш. 135°46′34″ сх. д. / 35.003° пн. ш. 135.776° сх. д.
Ґіон (яп. 祇園) — район японського міста Кіото, що з'явився в Середньовіччя для задоволення потреб паломників до святилища Ясака. Однак зараз Ґіон — найвідоміший район проживання та роботи гейш.
Самі гейші Ґіону називають себе гейко. Слово «гейша» означає людину будь-якої статі, що займається мистецтвом, а гейко — це саме жінка.
У Ґіоні розташовані два ханаматі — райони проживання та роботи гейш: Ґіон-кобу (яп. 祇園甲部) і Ґіон-хігасі (яп. 祇園東). Вже багато років поспіль число гейш постійно скорочується (проте останнім часом ситуація, здається, покращилася), але Ґіон залишається найвідомішим та консервативним місцем, де можна побачити традиційну культуру майже без змін.
Частина району оголошена національним надбанням, і нещодавно в Кіото закінчилася розробка плану з відновлення традиційного вигляду Ґіону. Згідно з планом, все, що не відповідає традиційній атмосфері, буде поміщено під землю, для збереження древньої краси району.
Там все ще багато старовинних будинків (маття), частина з яких є знаменитими «чайними будиночками» — о-тяя. Все це — місця, де вищі верстви суспільства, від самураїв старого Кіото до сучасних бізнесменів, відпочивали та розважалися в суспільстві гейш.
Усередині о-тяя розташована закритий світ. Тут серед вечірніх розваг можна зустріти коктейлі, бесіди, ігри, традиційні пісні та танці. Й нині по вулицях Ґіону гейко і їх учениці майко в парадних кімоно все так само вечорами поспішають на роботу — в один з о-тяя.
Існує поширена, але неправильна думка, що Ґіон — це «район червоних ліхтарів», що це — район гейш, а гейші — повії. У Кіото розташований район Сімабара, де і розташовуються «червоні ліхтарі».
Гейко щороку виступають з танцювальними виставами, найпопулярніша з яких — Міяко-одорі — «Танці старої столиці». Вони проводяться в квітні, пору цвітіння сакури. Глядачі з Японії і з усього світу відвідують різні вистави, ціна за один квиток може бути як «низькою» — близько $ 15 за місце на рогожі татамі на підлозі, і до заброньованих місць, з невеликою чайною церемонією перед виставою за $ 40.